# بي لينغ
بي لينغ (بالصينية: 貝嶺,) هو كاتب وصحفي وشاعر صيني، ولد في 28 ديسمبر 1959 في بكين في الصين.